# Cosmos Hotel Group
Cosmos Hotel Group — крупнейший гостиничный оператор России, бренд которого создан в 2018 году в структуре АФК «Система». В портфель компании по состоянию на 2024 год входят 36 отелей категорий от 3 звезд (городские отели) до 5 звезд (отели премиум-класса, в том числе и курортные комплексы) в 22 городах России. Номерной фонд составляет 10 000 единиц.

## История
В 2003 году в структуре холдинга АФК «Система» была создана управляющая гостиничная компания ВАО «Интурист». В 2006 году она стала мажоритарным акционером гостиницы «Космос», расположенной возле ВДНХ в Москве.
Первоначально, сеть отелей сформировалась путём приобретения активов ГК «Региональная гостиничная сеть» (9 отелей под брендами Holiday Inn Express и Park Inn) в 2016 году.
В 2018 году был создан собственный гостиничный бренд Cosmos. 
В 2020 году сеть была внесена в список системообразующих предприятий России.
В 2023 году к сети были присоединены 10 отелей, принадлежащих Wenaas, расположенных в четырех городах России: 6 отелей в Санкт-Петербурге, 2 в Москве, по 1 отелю в Мурманске и Екатеринбурге, а также несколько отелей других операторов.
В 2024 году сеть открыла 5 новых отелей: в Домбае, Санкт-Петербурге, Москве и Сочи. В Санкт-Петербурге был открыт первый бутик-отель сети Hotel Cosmos Selection Saint-Petersburg Italyanskaya. В курортном поселке Домбай в Карачаево-Черкесской Республике был открыт Cosmos Selection Dombay Diamond — первый и единственный сетевой отель категории «5 звезд», работающий под управлением федерального гостиничного оператора. 

## Деятельность
Cosmos Hotel Group владеет 36 отелями в 22 городах России. В Москве и Московской области компания управляет 9 отелями от 3 до 5 звезд. Номерной фонд оператора составляет 10 000 единиц.
Гостиница оператора Cosmos Moscow VDNH Hotel вошла в «Книгу рекордов России» как самый большой отель с номерным фондом более 1800 единиц. А в гостинице Cosmos Saint-Petersburg Pribaltiyskaya Hotel есть действующий двухуровневый номер-музей, сохранившийся в неизменном виде с Советских времен.
Cosmos Hotel Group развивает собственную систему профессионального обучения сотрудников на основе международных стандартов качества. В 2018 году компания создала академию Cosmos Academy для обучения собственных сотрудников и подготовки персонала в целом для российского гостиничного и туристического рынка. Ежегодно Cosmos Academy обучает около 3 500 человек.
В 2024 году  Cosmos Hotel Group стал участником федерального проекта «Содействие занятости» в рамках нацпроекта «Демография». Это позволит определенным категориям граждан бесплатно пройти обучение в Cosmos Academy.

### Основные показатели деятельности
Выручка Cosmos Hotel Group по итогам 2023 года составила 12 млрд рублей, что в 2,4 раза больше, чем в 2022 году.
В первом полугодии 2024 года выручка выросла на 62% год к году и достигла 7,6 млрд рублей. Во втором квартале выручка компании показала рост на уровне 52% и составила 4,8 млрд рублей.
Выручка Cosmos Hotel Group в январе-сентябре 2024 года увеличилась на 49% по сравнению с аналогичным периодом прошлого года и достигла 12,9 млрд рублей. Рост выручки обусловлен увеличением загрузки номерного фонда, положительной динамикой показателя RevPar, развитием ресторанной службы и дополнительных услуг, которые востребованы в высокий туристический сезон. Показатель OIBDA вырос на 43% год к году до 4,8 млрд рублей.

## Отели

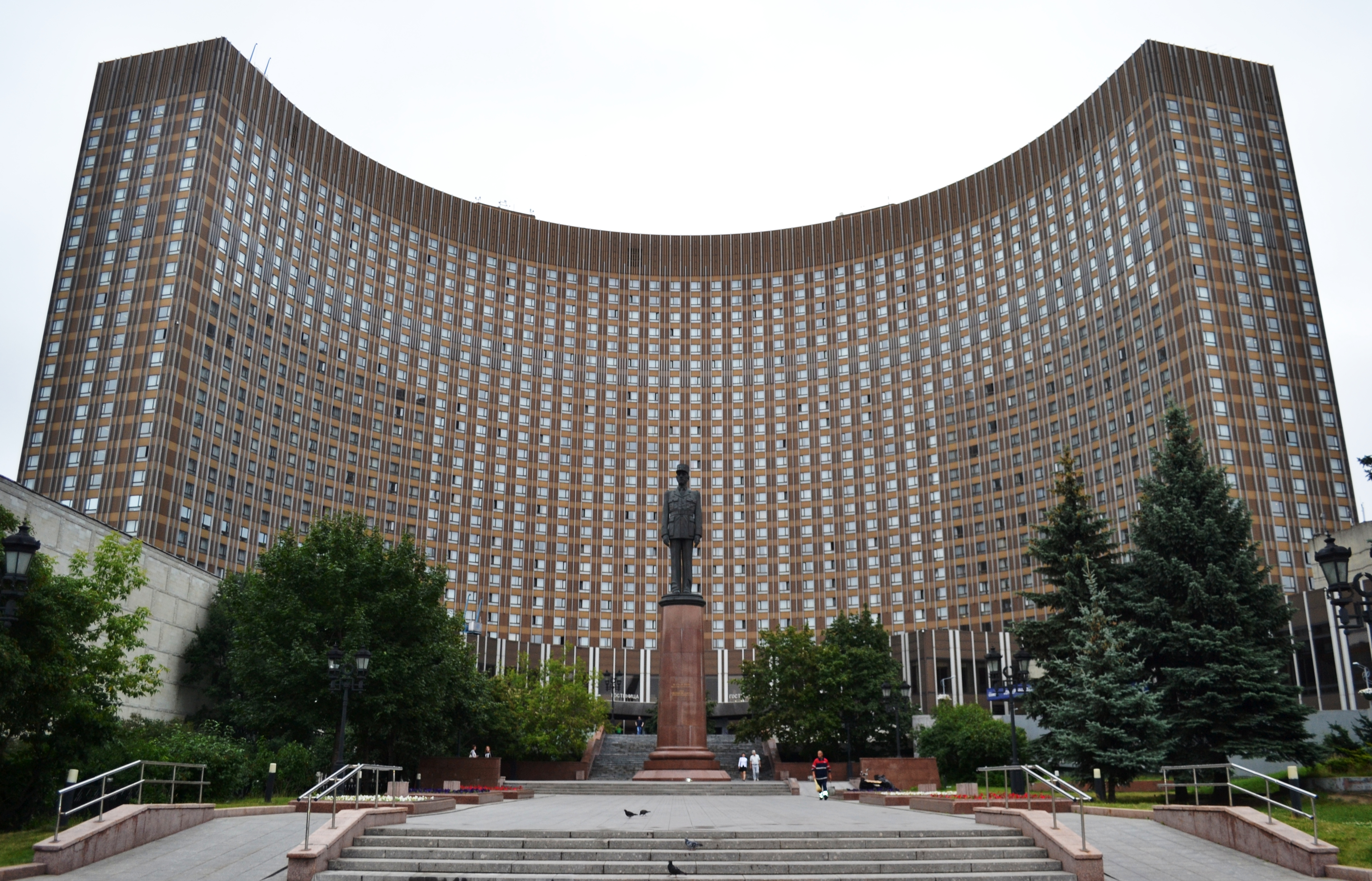
Гостиница «Космос», Москва
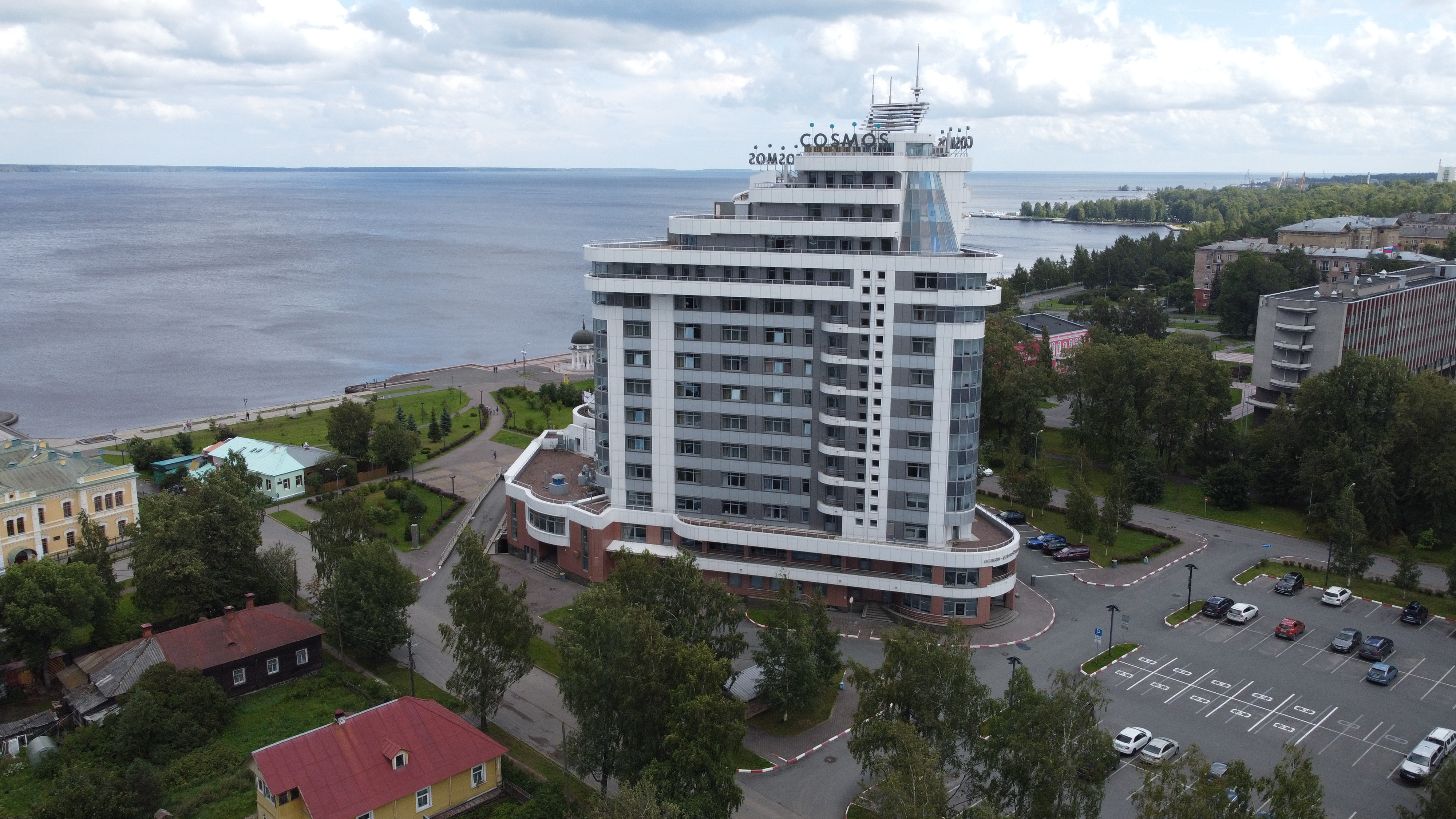
Cosmos Petrozavodsk Hotel
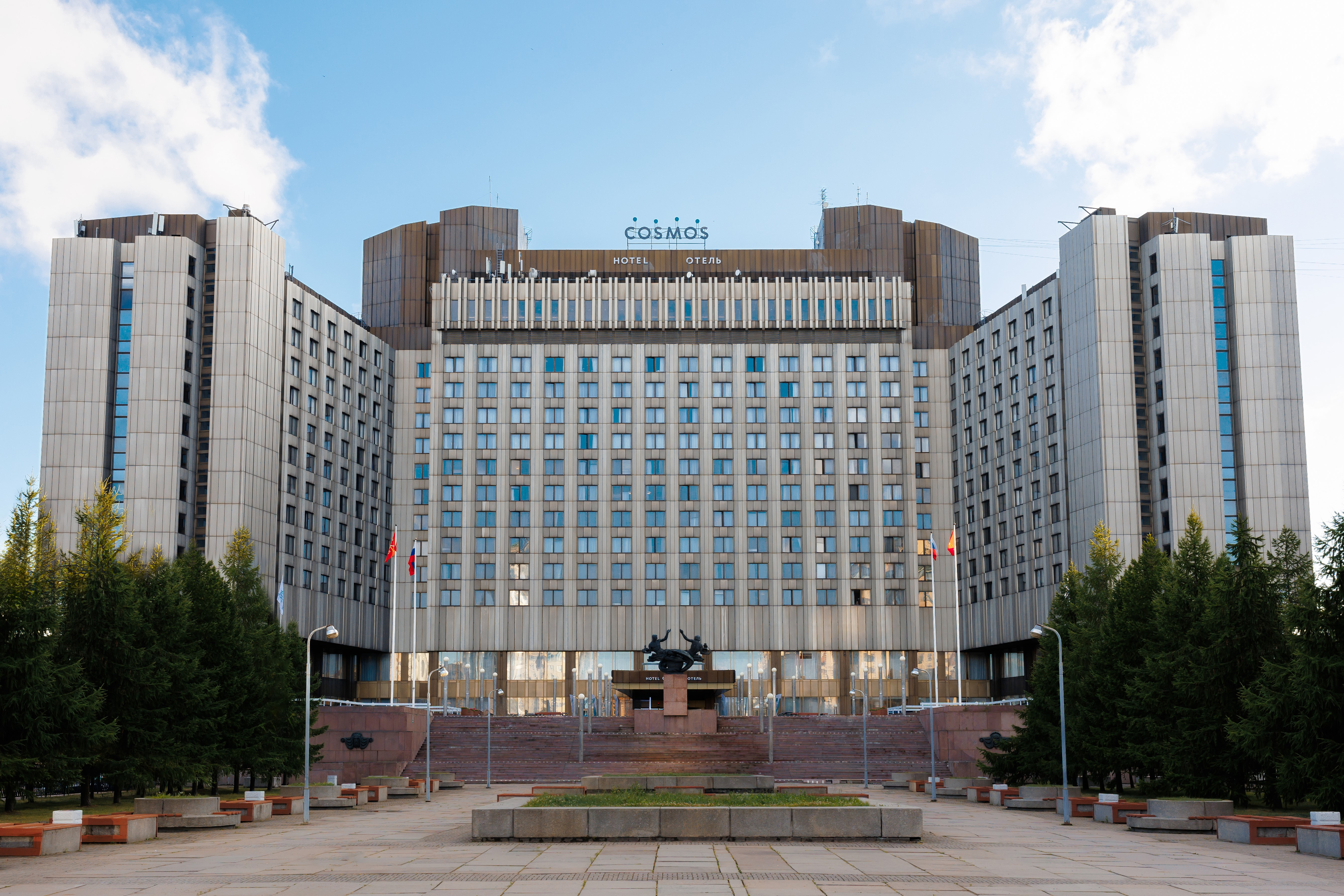
Cosmos Saint-Petersburg Pribaltiyskaya Hotel